# ريمي فيركوتر
ريمي فيركوتر (بالفرنسية: Rémy Vercoutre) (26 يونيو 1980 في غراند سينث) لاعب كرة قدم فرنسي يلعب حاليا في نادي الدرجة الأولى ليون الفرنسي في مركز حراسة المرمى . يعتبر حارس المرمى الاحتياطي للأساسي هوغو لوريس ويحمل القميص رقم 30 .

## المسيرة الرياضية مع الأندية
سبق لفيركوتر اللعب في نادي مونبلييه قبل أن يقرر الانتقال إلى نادي ليون في سنة 2002 . في سنة 2004 انضم إلى نادي ستراسبورغ بعقد إعارة لمدة موسم واحد ولكنه لم يشارك سوى في 8 مباريات وبعدها عاد إلى نادي ليون .
بسبب إصابة غريغوري كوبيه في بداية موسم 2007/2008 فقد استغل فيركوتر هذه الفرصة لكي يكون أساسيا ويثبت جدارته حيث شارك في جميع المباريات حتى عودة كوبيه معافى في النصف الثاني من الموسم . وعاد فيركوتر مجددا إلى الاحتياط.
و عاد فيركوتر إلى مركز الحارس الأساسي في 2012-2013 بسبب رحيل هوغو لوريس إلى نادي توتنهام الإنكليزي.

## روابط خارجية
- ريمي فيركوتر على موقع رابطة كرة القدم الفرنسية للمحترفين (الإنجليزية)
- ريمي فيركوتر على موقع قاعدة بيانات كرة القدم.إي يو (الإنجليزية)
- ريمي فيركوتر على موقع بيانات كرة القدم. دي إي (الألمانية)
- ريمي فيركوتر على موقع ليكيب (الفرنسية)
- ريمي فيركوتر على موقع Soccerway.com (الإنجليزية)
- ريمي فيركوتر على موقع عالم كرة القدم.نت (الإنجليزية)
- ريمي فيركوتر على موقع AS.com (الإسبانية)